# Sofia av Schönburg-Waldenburg
Sofia av Schönburg-Waldenburg, född 21 maj 1885 i Potsdam, död 3 februari 1936 på slottet Fântânele i Rumänien, var furstinna av Albanien mellan 7 mars 1914 och 3 september samma år som gift med furst Wilhelm av Albanien.
Hon var dotter till furst Victor von Schönburg-Waldenburg och Lucia von Sayn-Wittgenstein-Berleburg. Sofia tillbringade delvis sin barndom och ungdom hos sin släkting, Rumäniens drottning Elisabet av Wied. Hon gifte sig 30 november 1906 i Waldenburg, Sachsen med den tyske kejsarens syssling Wilhelm av Wied. Makarna bodde i Tyskland och fick två barn. 
Hennes make valdes 21 februari 1914 till Albaniens monark med titeln furste, vilket gjorde henne till furstinna. Paret tog samma datum emot en albansk delegation på deras slott i Tyskland. Den 7 mars 1914 anlände de till Durrës i Albanien, där de bodde under sin regeringstid. 
Wilhelm och Sofia gjorde ingen succé i Durrës. Edith Durham, som mötte dem där, beskrev dem enligt följande: 
"De är mycket kungliga - både två [...] håller hov och låter folk stå i sin närvaro. Allt är befängt [...] hennes enda idé är att spela fru Överflöd, dela ut blommor, sätta medaljer på de sårade och sy små blusar med inhemsk brodyr." 
Detta var det normala för en kunglig gemål i Europa, men i Albanien ansågs det fullständigt överflödigt. 
Den 3 september 1914 avsattes Wilhelm i praktiken från tronen och paret tvingades lämna landet och fly till Venedig. De återvände till Tyskland och besökte aldrig Albanien igen. Eftersom Wilhelm formellt sett inte avsattes förrän 1925, behöll hon på papperet titeln till detta år. Hon bodde sina sista år i Rumänien, där hon avled 1936.